# Clathria antyaja
Clathria antyaja är en svampdjursart som först beskrevs av Burton och Rao 1932.  Clathria antyaja ingår i släktet Clathria och familjen Microcionidae. Inga underarter finns listade i Catalogue of Life.